# Рудник Хакс-Ріф
Рудник Хакс-Ріф (Hack's Reef) – колишній гірничодобувний майданчик на заході Австралії, одна з копалень, що виникли на рудному полі Сендстоун.
Родовище золота в районі Хакс-Ріф виявили у 1903 році, після чого компанія Black Range Gold Mining Company вела його розробку з 1905 по 1916 роки та видобула 260 тисяч тонн руди, що дозволило отримати 6,4 тонни золота. 
Також відомо, що певні роботи на Хакс-Ріф провадили до кінця 1910-х, а в 1939 – 1940 невдалу спробу відновлення повномасштабної розробки зробила компанія Atlas Gold Mines Ltd, яка належала до групи підприємця Клода де Берналеса.
Розробка велась підземним способом на глибину до 210 метрів.